# Conus cuspidatus
Conus cuspidatus é uma espécie de gastrópode do gênero Conus, pertencente a família Conidae.